# Todesmarsch (Roman)
Todesmarsch (englischer Originaltitel: The Long Walk) ist ein Roman des US-amerikanischen Autors Stephen King, der als zweiter Roman unter Kings Pseudonym Richard Bachman herausgegeben wurde. Veröffentlicht wurde er durch den NAL-Verlag im Jahre 1979. Die deutsche Übersetzung von Nora Jensen wurde durch den Heyne Verlag erstmals im Jahre 1987 verlegt.

## Inhalt
Der Roman spielt in der – zum Zeitpunkt der Veröffentlichung – nahen Zukunft. Die Menschen dieser Zeit sind verarmt, die Macht hat das Militär, an dessen Spitze der sogenannte „Major“ steht. Eben jener organisiert jährlich einen „Todesmarsch“, bei dem aus einhundert ausgewählten Kandidaten nur einer überlebt.
Bei diesem Wettkampf nehmen nur männliche Jugendliche im Alter zwischen 14 und 17 Jahren teil. Die Regeln sind einfach: Jeder Läufer, der viermal (drei Warnungen) in Folge unter vier Meilen pro Stunde (ca. 6,4 km/h) Schrittgeschwindigkeit läuft, wird erschossen. Dem Sieger des Todesmarschs winkt lebenslanger Luxus.
Protagonist des Romans ist der 16-jährige Jugendliche Raymond Davis Garraty aus Pownal, Maine. Schnell freundet dieser sich mit einer kleinen Gruppe von anderen Jugendlichen an, auf die Stephen King seinen Fokus richtet. Zu Beginn des Marsches ist den Wettkampfteilnehmern der tödliche Ernst zwar bekannt, aber nicht richtig bewusst. Zeitweise fiebern sie sogar der ersten Erschießung entgegen. Im späteren Verlauf zucken sie noch jedes Mal zusammen, und gegen Ende sind die restlich Verbliebenen so abgestumpft, dass es nur noch ein weiterer Toter ist. Garraty verliert im Laufe des Wettkampfs, der nach mehr als 100 Stunden endet, alle seine Freunde und Mitstreiter und kann den Wettbewerb nur mit großer Not in letzter Sekunde gewinnen. Jedoch haben die Anstrengungen und Verluste seinen Verstand als Preis eingefordert. Als der Major ihm zum Sieg gratulieren will, reißt sich Garraty los. Mit letzter Kraft läuft er in die Richtung einer „schwarzen Gestalt“, die ihn zu sich winkt.

## Orte
Der Marsch beginnt in Van Buren, Maine, nahe der kanadischen Grenze und führt die Geher in den Süden bis nach Boston. Der Ort spielt zwar für die Geschichte keine wesentliche Rolle, verdeutlicht jedoch die extreme Länge – ungefähr 600 km Luftlinie – des Marsches. So jubeln im Buch die Geher freudig, als sie Freeport erreichen, nicht jedoch, weil es sich um eine touristisch interessante oder schöne Stadt handelt, sondern lediglich, weil es ihnen den Weg aufzeigt, den sie bereits zurückgelegt haben.

## Erzählstil
Das Buch ist aus der Sicht eines personalen Erzählers geschrieben. Seine Handlung wird fast ausschließlich chronologisch erzählt – vom Start des Marsches bis hin zu seinem Ende. Die erzählte Zeit umfasst eine Dauer von 105 Stunden, genauer gesagt von einer Stunde vor Beginn des Marsches bis zu seinem Abschluss. Gelegentlich treten kurze Rückblenden in Form von direkten Reden oder anhand von Garratys Gedanken auf. Es gibt keine gegenwärtigen Handlungsstränge, die abseits des Todesmarsches stattfinden.
Am Stil und der Schreibart ist die ungewöhnliche Vollständigkeit, in der King erzählt, herauszuheben. Jedes Ereignis, jede wichtige Handlung und jeder Dialog scheint niedergeschrieben.

## Personen
Raymond Davis Garraty 
Garraty ist der Protagonist der Geschichte. Er kommt aus Portland, Maine, wiegt 72 Kilogramm und ist 16 Jahre alt. Er ist groß, gut gebaut und bis zum Ende wird nicht klar, welche Motivation er hatte, an dem Marsch teilzunehmen. Sein Vater wurde von den Soldaten, welche über die absolute Macht in Kings Dystopie verfügen, abgeholt. Während des Marsches wird Garraty klar, dass er seine Freundin Janice über alles liebt und nur ihretwegen weitergehen kann. Er ist gutmütig, nett und lässt sich nur schwer aus der Ruhe bringen. Im Handlungsverlauf freundet er sich mit vielen anderen an und wird auch von den anderen gemocht. Außerdem wird Garraty als einzige Person vom Erzähler direkt charakterisiert, seine Gefühle und Empfindungen werden dem Leser zuteil. Er überlebt als Einziger und gewinnt so schlussendlich den Marsch.
Peter McVries
Obwohl Garraty Peter erst eine halbe Stunde vor Beginn des Marsches kennenlernt, ist er für ihn der beste Freund, den er je hatte. Er ist ein bisschen kleiner als er, wiegt 75 Kilogramm und hat eine Narbe an der Wange, die ihm seine Exfreundin verpasst hat. Er ist sarkastisch, ironisch, witzig und macht sich gern auf nette Art über andere lustig. Jedoch ist er dem Marsch gegenüber kritisch und sagt, es würde keinen Marschsieger geben, nachdem der Vorletzte stirbt, weil die Soldaten den „Gewinner“ in ein Zelt zerren und töten. Peter ist intelligent, intellektuell und lässt das auch oft erkennen. Seine Motivation, beim Marsch weiterzugehen, ist es, Gary Barkovitch zu überleben. Am Ende belegt Peter den dritten Platz.
Hank Olson
Hank ist ein blonder, großer und schlaksiger Kerl, der alles und jeden in den Dreck zieht. Da seine Witze jedoch nur der Unterhaltung dienen und keinen tief verletzen, ist er für die anderen Hauptpersonen ein Sympathieträger. Er ist schlagfertig, obszön und vulgär. Er ist die erste Hauptperson, die schon sehr früh von ihren Kräften verlassen wird, trotzdem trottet er noch viele Stunden lang weiter, ohne wirklich anwesend zu sein. Er wird am zweiten Tag des Marsches erschossen.
Stebbins
Die mysteriöseste, unheimlichste und rätselhafteste Figur. Er ist blond, dürr und groß. Stets bildet er das Schlusslicht der Geher, die Augen dabei auf den Boden fixiert und keine Emotion zeigend. Stebbins ist von Anfang an überzeugt, dass er gewinnen wird. Seiner Theorie nach nimmt man an dem Marsch teil, weil man sterben will. Garraty ist zunächst beeindruckt von ihm und blickt fast zu ihm auf, doch im Laufe der Geschichte sieht er Stebbins mehr als starken, unbezwingbaren Feind. Wie ein Paukenschlag wirkt es, als Stebbins sagt, er sei der Sohn des Majors, des Veranstalters des Marsches. Er sagt, sein Vater hätte ihn gezwungen, mitzumachen, um die anderen Geher zu Höchstleistungen zu treiben und zu motivieren, schließlich geht es dem Major nur darum, einen neuen Rekord an Meilen aufzustellen. Stebbins stirbt unter mysteriösen Umständen als Letzter und belegt den zweiten Platz.
Der Major
Der Major ist der Veranstalter des Marsches und fungiert als Befehlshaber über das Militär. Er ist der mächtigste Mann der Vereinigten Staaten, wenn nicht der ganzen Welt. Zu Beginn haben die Geher Respekt vor ihm und setzen ihn bei seiner Ansprache am Start des Marsches sogar mit Gott gleich. In der weiteren Handlung wandelt sich diese Bewunderung jedoch in Hass, Zorn und Verachtung um. Die Geher machen ihn verantwortlich für sämtliches Leid, das ihnen widerfährt, und wünschen sich nichts mehr, als ihn zu töten. Der Major fährt stets mit einem Jeep und lässt sich sporadisch an der Seitenlinie der Marschroute blicken. Er ist groß, muskulös, trägt einen Schnurrbart und eine verspiegelte Sonnenbrille, die seine Augen nicht erkennen lassen.
Arthur Baker
Arthur Baker – meist nur „Art“ oder „Südstaatler“ genannt – ist ein guter Freund von Garraty, McVries und Olson. Charakterlich ist er von geselliger, lustiger und kommunikativer Natur. Er erzählt, dass sein Onkel Bestatter war und dass es sein einziger Wunsch sei, in einem mit Blei ausgekleideten Sarg begraben zu werden, durch den sich die Ratten nicht fressen können. Im Laufe der Geschichte macht er sich sehr viele Gedanken über das Sterben und über das Leben nach dem Tod. Er stößt sich schließlich den Kopf am Asphalt auf und verblutet dann im Weitergehen. Er stirbt als 97ter und ist somit der Viertplatzierte des Marsches.
Harkness
Harkness ist eine lebensfrohe, glückliche und gutgelaunte Figur, die sich mit allen gut versteht. Zu Beginn des Marsches ist Harkness stets mit Block und Stift unterwegs, um die anderen Geher zu interviewen. Er will, sofern er als Sieger hervorgeht, ein Buch über den Marsch schreiben. Es kommt jedoch nicht so weit, da er nach eineinhalb Tagen zusammenbricht und erschossen wird.
Scramm
Scramm ist die tragische Gestalt des Romans. Er ist groß, bullig, muskulös und durchtrainiert. Laut seinen Aussagen soll er schon öfter 100 Meilen ohne Probleme gegangen sein. Er ist von Beginn an siegessicher und seine Konkurrenten sehen kaum einen Grund, das zu bezweifeln. Der naive, einfach gestrickte und sogar ein bisschen dümmliche Scramm ist verheiratet, seine Frau Cathy ist schwanger. Auf die Frage, warum er bei dem Marsch mitmache, wenn er doch Frau und bald Kind daheim habe, antwortet er: „Weil ich gewinnen werde!“ Er wirkt jedoch nicht arrogant, sondern zuvorkommend, höflich und anständig. Jedoch erkrankt er während des Marsches an einer schweren Grippe und stirbt schließlich als 85ter zusammen mit Mike, einem Hopi-Indianer. Keiner hatte Zweifel daran, dass Scramm sonst gewonnen hätte. Einige Überlebende vereinbaren spontan, dass der Sieger Scramms Witwe finanziell absichern soll.
Gary Barkovitch
Er ist der Antagonist und der am meisten gehasste Charakter in der Geschichte. Er ist frech, provozierend, grob und aggressiv. Durch seine ständigen, zumeist sehr persönlichen und sehr verletzenden Beleidigungen sterben einige Geher, da sie die Regel brechen, die besagt, dass kein Geher am Gehen gehindert werden darf. Ebenso verrückt wie sein Auftreten im Marsch ist auch sein Tod. Nachdem es ihm körperlich schlecht geht und er merkt, dass sich jeder darüber freut, reißt er sich selbst die Kehle auf.
Abraham
Abraham ist ein groß gewachsener, tollpatschiger Kerl, der mit den anderen gut befreundet ist. Er wirkt etwas traurig und ist stets sachlich und direkt. Seine Anmeldung zum Marsch war ursprünglich nur als Scherz gedacht, als er jedoch genommen wurde und er die positiven Reaktionen seiner Mitmenschen wahrnahm, wollte er nicht mehr absagen. Er stirbt später, genau wie Scramm, an Fieber und Husten. Er wird Achter.
Collie Parker
Collie hat eine harte Schale, aber einen weichen Kern. Er ähnelt Barkovitch, ist roh, grob und beleidigend, doch im Laufe des Marsches stellt sich heraus, dass er ein netter, wenn auch ein bisschen gefühlskalter Mensch ist. Verhasst ist ihm vor allem der Staat Maine, durch den sie marschieren, und das lässt er auch oft genug an dem in Maine geborenen Garraty aus. Er stirbt, als er einen der Soldaten, die die Geher bewachen, ermordet und daraufhin von dessen Kameraden erschossen wird.
Pearson
Ein sensibler Typ, der schnell verzweifelt und stets vor sich hin philosophiert. Auf makabere Weise zählt er anhand von Münzen mit, wie viele Geher sterben. Er kommt in der dritten Nacht ums Leben.

## Die Musketiere
Die Musketiere nennt sich der kleine Freundeskreis, der sich während des Marsches bildet. Ihm gehören an: Garraty, McVries, Art Baker, Olson und Abraham. Sie versprechen, sich gegenseitig zu helfen, wann immer es möglich ist, obwohl sie eigentlich Konkurrenten sind. Das macht die Besonderheit dieser Freundschaft aus. Sie wissen zwar alle, dass nur einer überlebt (und je mehr sterben, desto besser für einen selbst), trotzdem versuchen sie, einander am Leben zu halten. Im Laufe der Handlung retten sich McVries und Garraty gegenseitig dreimal das Leben.

## Entstehung
Die grundlegende Geschichte verfasste King im Alter von 19 Jahren, als er die Universität beendete. Damit begonnen hatte er bereits als Highschool-Schüler, vor dem Hintergrund des Vietnam-Krieges. Rückblickend meint King, er habe eigentlich keine politische Geschichte vor dem Hintergrund seiner Gegenwart schreiben wollen. Eine Veröffentlichung kam erst zustande, nachdem King mit Carrie ein großer Erfolg gelang und er entschied, seine früher geschriebenen Romane nun öffentlich zu machen. Er erschien dann unter dem Pseudonym Richard Bachman, als eines von fünf Büchern. Als das Pseudonym Mitte der 1980er Jahre gelüftet wurde, wurde der Roman zu einem Verkaufserfolg.

## Verfilmung
Pläne, das Buch zu verfilmen, gab es bereits seit den späten 1980er Jahren als George A. Romero sich an einer Adaption versuchte. In den 2000er Jahren arbeitete Frank Darabont an einer Umsetzung.
Am 25. April 2018 kündigte New Line Cinema an, das Buch zu verfilmen. 2019 wurde André Øvredal als Regisseur genannt. Unter der Regie von Francis Lawrence fanden dann die Dreharbeiten statt. Das Drehbuch stammt von JT Mollner. Die Veröffentlichung ist für den Herbst 2025 angekündigt, in tragenden Rollen werden Cooper Hoffman und David Jonsson zu sehen sein. Weitere beteiligte Schauspieler sind Judy Greer und Mark Hamill.